# Victoria sphrigon
Victoria sphrigon là một loài bướm đêm trong họ Geometridae.